# Trupanea swezeyi
Trupanea swezeyi är en tvåvingeart som först beskrevs av William Alanson Bryan 1921.  Trupanea swezeyi ingår i släktet Trupanea och familjen borrflugor.
Artens utbredningsområde är Hawaii. Inga underarter finns listade i Catalogue of Life.